# Léxico filosófico
Léxico filosófico es un libro de consulta, formado por 56 voces o términos filosóficos, escrito por el filósofo Antonio Millán-Puelles.
A diferencia de otras obras suyas, este libro “ha pasado sin pena ni gloria; ni ha suplido a Fundamentos, (otra obra suya) no ha sido texto para Universidades, ni ha sido manual de referencia para profesores, ni ha interesado a los investigadores”.

Sin embargo, respecto a esa otra obra suya, Fundamentos de Filosofía, tiene el valor de ser una especie de revisión general de su filosofía, cuando estaba a punto de jubilarse del trabajo de enseñanza.
Este texto no es un reflejo de los intereses del autor. No se encuentran en él aspectos valiosos de otras publicaciones como la fenomenología o el objeto (de la conciencia). Apenas dedica espacio a la lógica (4 voces de 56), como hace en Fundamentos o en La lógica de los conceptos metafísicos, o a la antropología filosófica (también sólo 4 voces). Además, no es un libro de fácil consulta, como lo es un diccionario filosófico, ni se puede leer de inicio a fin. 
Un resumen “programático” del libro se encuentra al inicio del prólogo: “Éste Léxico se denomina filosófico porque tiene la pretensión de que sus lectores filosofen al hacer uso de él. Su intención no es histórica ni pura y simplemente informativa. Por supuesto, también los datos históricos de mayor interés son recogidos aquí, pero no solamente para hacerlos constar, sino para valorarlos o enjuiciarlos en sus dimensiones doctrinales. La selección de las voces responde fundamentalmente a la idea de que lo más peculiar del conocimiento filosófico se encuentra en la Metafísica”. (Léxico Filosófico, p. 9)

## Índice de voces del libro
- Accidente
- Analogía del ente
- Argumento ontológico de la existencia de Dios
- Aseidad
- Atributos divinos entitativos
- Cantidad
- Causa
- Causa eficiente
- Causa eficiente incausada
- Causa final
- Certeza
- Ciencia
- Ciencia divina
- Compenetración (y multilocación)
- Continuo
- Concurso divino
- Creación (y conservación)
- Cualidad
- Demostración
- Derecho
- Derecho de propiedad
- Ente (y propiedades del ente)
- Entendimiento humano
- Ética filosófica
- Evidencia
- Evolución
- Familia
- Fe
- Filosofía
- Fin último (o bien supremo) del hombre
- Hilemorfismo
- Idealismo y realidmo
- Inmortalidad del alma humana
- Justicia
- Ley
- Libertad
- Máximo ser
- Motor inmóvil
- Movimiento
- Naturaleza
- Ordenador supremo
- Persona
- Predicamentos (o categorías)
- Principios de la demostración
- Providencia
- Prudencia
- Relación
- Ser Necesario por sí
- Sociedad civil
- Sustancia
- Teología Natural
- Trabajo
- Universales
- Verdad del conocimiento
- Virtudes morales
- Voluntad divina